# 31674 Westermann
31674 Westermann este o planetă minoră (asteroid), cu un diametru de 5,481 km, din centura de asteroizi. A fost descoperită pe 7 mai 1999 la Catalina Station⁠(d) de Catalina Sky Survey. 
Obiectul prezintă o orbită caracterizată de o semiaxă mare de 2,8477449 UAi, o excentricitate de 0,07, o înclinație de 14,30662 ° în raport cu ecliptica.